# Mouvement populaire pour l'environnement
Le Mouvement populaire pour l'environnement (MPE) est le premier parti écologiste fondé en Suisse en décembre 1971 pour lutter contre le passage d'une autoroute en ville de Neuchâtel.

## Historique
En 1972, il s'est présenté au législatif de la même ville. Le succès du mouvement fut total, les électeurs lui donnèrent 17,8 % de leurs voix, soit 8 sièges sur 41.
Le MPE s'occupait dans les années 1970 déjà de thèmes qui devinrent ceux du  parti écologiste suisse : aménagement du territoire, en particulier urbain, résistance aux grands projets routiers et protection de l'environnement naturel.
Lors des élections de 1976, le MPE obtint à nouveau un bon score avec 7 sièges sur 41 (16 %) au Conseil général de Neuchâtel. Il obtint également un siège au Conseil communal (Exécutif) avec l'élection de Jacques Knoepfler qui dirigea les finances de la ville entre 1976 et 1980. Lors de cette législature, le MPE devint plus écologiste. Parmi ses membres à cette époque, on trouve le professeur Jean Rossel, militant anti-nucléaire. Les problèmes entre les membres fondateurs, les membres et les écologistes commencèrent à cette époque.
En 1980, le MPE enregistra un net recul de sa force électorale lors des élections du Conseil général. Il tomba à 5 sièges (10,61 %). Lors de cette législature, le MPE s'est plus fortement marqué à gauche en soutenant souvent les actions du  parti socialiste.
Le 24 janvier 1984, le MPE devint Ecologie et Liberté lors de la fondation du parti cantonal.

## Sources
- Historique des Verts du canton de neuchâtel (PDF)